# Liocranum rupicola
Espèce
Synonymes
- Clubiona rupicola Walckenaer, 1830
- Tegenaria notata C. L. Koch, 1834
- Clubiona domestica Wider, 1834

Liocranum rupicola est une espèce d'araignées aranéomorphes de la famille des Liocranidae.

## Distribution
Cette espèce se rencontre en Europe, en Turquie et en Russie jusqu'en Sibérie occidentale.

## Description

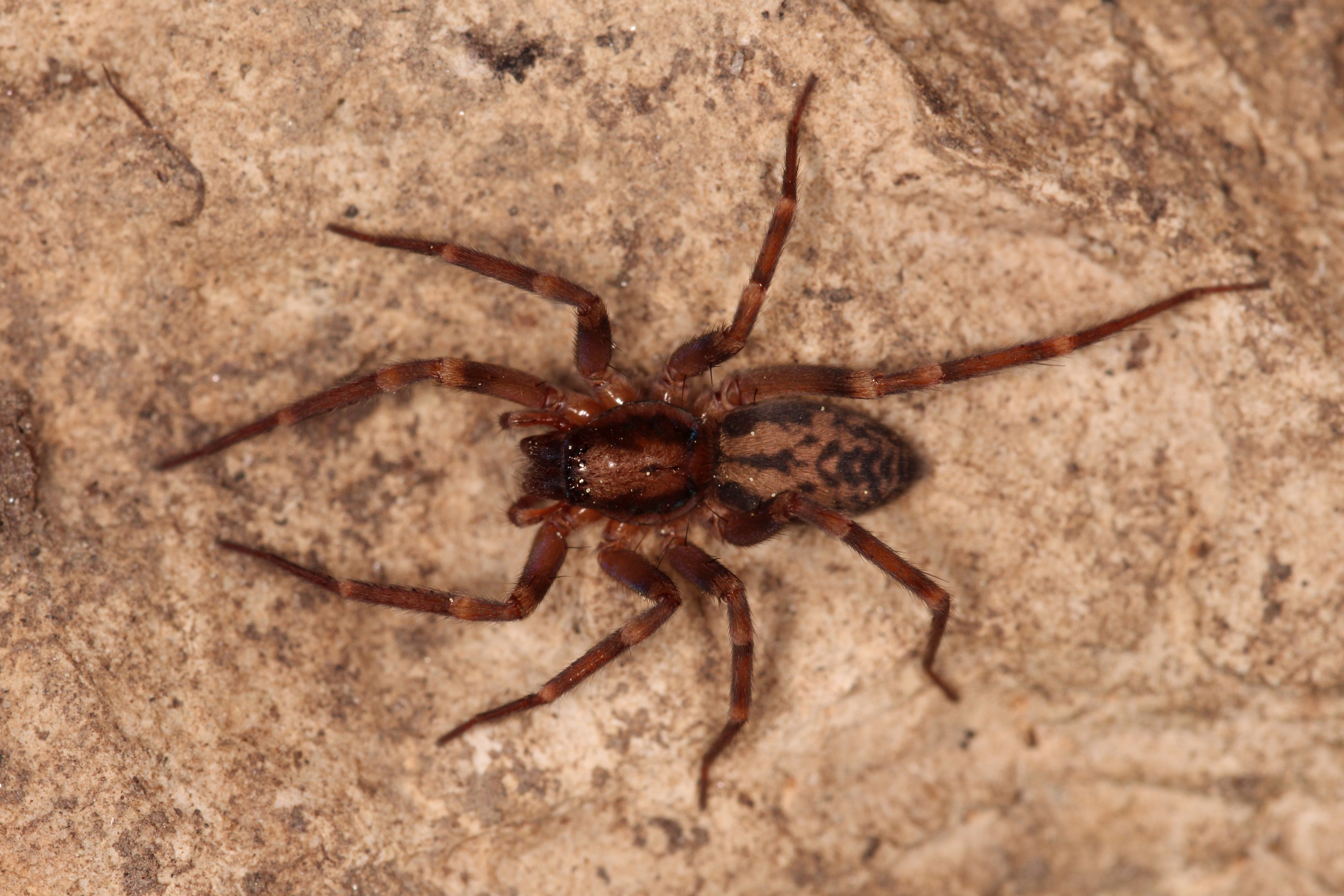
Liocranum rupicola

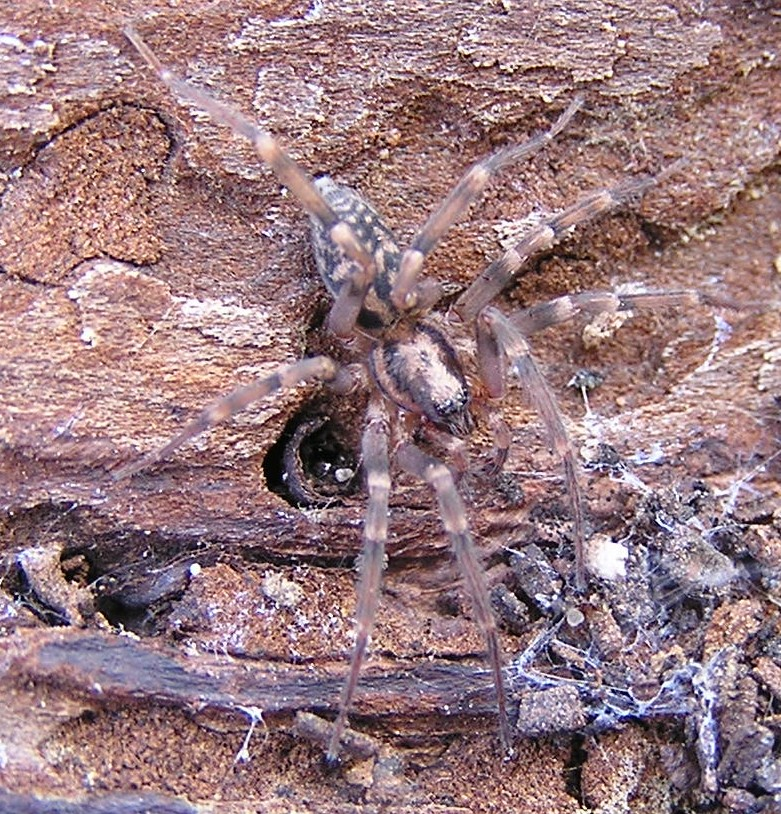
Liocranum rupicola d'Hambach

Les mâles mesurent de 4,9 à 6,5 mm et les femelles de 5,5 à 8,5 mm.

## Systématique et taxinomie
Cette espèce a été décrite sous le protonyme Clubiona rupicola par Walckenaer en 1830. Elle est placée dans le genre Liocranum par Simon en 1878.

## Publication originale
- Walckenaer, 1830 : « Aranéides. » Faune française ou histoire naturelle générale et particulière des animaux qui se trouvent en France, constamment ou passagèrement, à la surface du sol, dans les eaux qui le baignent et dans le littoral des mers qui le bornent par Viellot, Desmarrey, Ducrotoy, Audinet, Lepelletier et Walckenaer, Paris, livr. 26, p. 97-175, livr. 29, p. 177-240.